# T11魚雷
T11魚雷 G7es（TXI）「Zaunkönig II」は、第二次世界大戦中にドイツのUボートに搭載するために開発された魚雷である。

## 解説
この魚雷は電気式で、24ノット（44km/h、28mph）の速度で5,700m（6,200yd）の有効射程を有し、パッシブ音響追尾方式で、400m（440yd）の直進後に目標を補足できる性能を有していた。このG7es魚雷の進化版は、連合国のフォクサーノイズ発生器対策として作られたものである。この兵器は、テストが完全に終了した時点でドイツが降伏したため、戦時中に実際に使用されることはなかった。
G7es(TXI)の唯一の知られている配備は、1945年5月5日に英国空軍機の爆雷によって沈没したU-534の最終任務である。1993年に沈没船から引き揚げられた16本の魚雷のうち、少なくとも3本がTXIであった。1本の魚雷は修復され、現在イギリスでUボートと一緒に展示されているが、残りの魚雷は部品として摘出され、爆破された。